# Wier
Wier est un village de la commune néerlandaise de Waadhoeke, dans la province de Frise.

## Géographie
Le village est situé dans le nord de la Frise, à 8 km au nord-est de Leeuwarden.

## Histoire
Wier fait partie de la commune de Menameradiel avant le 1er janvier 2018, où celle-ci est supprimée et fusionnée avec Franekeradeel, Het Bildt et une partie de Littenseradiel pour former la nouvelle commune de Waadhoeke.
Une station radar de la force aérienne néerlandaise y est implanté,.

## Démographie
Le 1er janvier 2018, le village comptait 200 habitants.